# Liechtensteiner-Cup 1958-1959
La Liechtensteiner-Cup 1958-1959 è stata la 14ª edizione della coppa nazionale del Liechtenstein conclusa con la vittoria finale del Vaduz, al suo ottavo titolo.
Della competizione è noto solo il risultato della finale.

## Finale
| Vaduz | Vaduz | 3 – 0 | FC Triesen |  |